# Eucoccosterphus mucronicollis
Eucoccosterphus mucronicollis är en insektsart som beskrevs av Victor Ivanovitsch Motschulsky. Eucoccosterphus mucronicollis ingår i släktet Eucoccosterphus och familjen hornstritar. Inga underarter finns listade i Catalogue of Life.